# Valerianus mladší
Publius Licinius Cornelius Egnatius Valerianus (? – konec 257 nebo počátek 258 Illyricum) byl nejstarším synem římského císaře Galliena a jeho manželky Iulie Cornelie Saloniny. V letech 255–257/258 měl hodnost caesara, tedy formálního spoluvládce svého otce, vzhledem k svému mládí však ve skutečnosti nevládl. Jeho císařské jméno znělo P. LICINIUS CORNELIUS EGNATIUS VALERIANUS CAESAR, PRINCEPS IUVENTUTIS a později IMPERATOR P. LICINIUS CORNELIUS VALERIANUS NOBILISSIMUS CAESAR.
Valerianus mladší zemřel za nejasných okolností na přelomu let 257/258 v Illyriku, tj. v oblasti dnešního západního Balkánu. Hodnost caesara po něm převzal jeho bratr Saloninus, on sám byl na rozkaz císaře Galliena prohlášen za boha – DIVUS VALERIANUS CAESAR.